# 清河糙苏
清河糙苏（学名：Phlomis chinghoensis）为唇形科糙苏属下的一个种。